# Kryštofovy Hamry
Kryštofovy Hamry település Csehországban, Chomutovi járásban. Kryštofovy Hamry Marienberg, Kovářská, Domašín, Výsluní, Měděnec, Vejprty, Jöhstadt és Königswalde településekkel határos. Lakosainak száma 160 fő (2024. január 1.).

## Népesség
A település lakosságának változását az alábbi diagram mutatja:
| Lakosok száma | 7257 | 10 427 | 7270 | 1340 | 129  | 81   | 120  | 123  | 162  | 160  |
|               | 1869 | 1900   | 1921 | 1961 | 1980 | 2011 | 2016 | 2019 | 2021 | 2024 |